# Henri de Villiers
Pour les articles homonymes, voir de Villiers.
Henri Adam de Villiers ou Henri de Villiers est un chef de chœur français né le 19 juin 1969. Il dirige notamment depuis 2000 la Schola Sainte Cécile à la paroisse Saint-Eugène-Sainte-Cécile de Paris.

## Biographie

### Formation
Henri de Villiers est en 1992 diplômé du baccalauréat des Arts en littérature à l'université de Paris Sorbonne Nouvelle, ainsi que du baccalauréat des Arts en sciences politiques à Paris 1 Panthéon-Sorbonne et en 1994 il est diplômé de l'Institut d'études politiques de Paris (Sciences Po Paris),.
Durant sa formation musicale, il étudie la musique de Palestina et de Victoria.

### Carrière
Il est professeur d'informatique à l'IPAG. Puis il devient chef de chœur de la Schola Sainte Cécile à l'église Saint-Eugène-Sainte-Cécile, ainsi que de l'église catholique russe de la Trinité à Paris. Avec la Schola Sainte Cécile, il enregistre en 2019 les Vêpres du Saint Nom de Marie sur un disque monographique consacré à Marcel Dupré (Hortus).
Il a également produit une harmonisation de Stirps Jesse sur un disque des prêtres de la Fraternité sacerdotale Saint-Pierre (2010, Ed. Nuntiavit FSSP10).
Il privilégie  l'interprétation de la musique vocale sacrée traditionnelle, en particulier de la période baroque française, avec Marc-Antoine Charpentier par exemple, mais également du plain-chant.
Il est particulièrement attaché aux chefs-d’œuvre oubliés des maîtres de chapelle français des XVIe, XVIIe et XVIIIe siècles, notamment des maîtres de la chapelle royale,.
Il dirige aussi le chœur de la paroisse catholique russe de la Sainte-Trinité à Paris, de rite byzantin.
Il est connu également en tant que critique musical pour avoir rédigé des « articles sur la musique baroque sacrée française et notamment Charpentier dans Diapason ».
Depuis 2022, il dirige l'émission Liturgie et musique sacrée sur Radio Courtoisie.

## Enregistrements
- Vêpres du Saint Nom de Marie : plain-chant grégorien & pièces d'orgue de Marcel Dupré – Vincent Genvrin, Thomas Ospital, orgues de la collégiale Saint-Pierre de Douai ; Schola Sainte Cécile, dir. Henri Adam de Villiers (2014, Hortus HOR116)[11],[12] (OCLC 1194556176)